# Johannes Boehlau
Johannes Boehlau (* 30. September 1861 in Halle (Saale); † 24. September 1941 in Göttingen) war ein deutscher Klassischer Archäologe.

## Leben
Johannes Boehlau, der Sohn des Juristen Hugo Böhlau, besuchte das Gymnasium in Rostock und begann dort im April 1879 ein Studium der Klassischen Philologie und Archäologie. Nach einem Semester in Bonn kehrte Boehlau zum Wintersemester 1881/82 an die Universität Rostock zurück und ging dann 1882 an die Universität Würzburg, an die sein Vater berufen worden war. 1884 wurde Boehlau in Rostock mit der Dissertation Quaestiones de re vestiaria Graecorum („Untersuchungen zur Kleidung der Griechen“, erschienen im Verlag seines Onkels Hermann Böhlau) promoviert. Das Lehramtsexamen legte Boehlau in Münster und Bonn ab.
Nach dem Studium erhielt Boehlau für das Jahr 1885/86 das Reisestipendium des Deutschen Archäologischen Instituts, das ihm einen Aufenthalt in Kleinasien und Griechenland ermöglichte. Einige Wochen verbrachte er an der Grabungsstätte Pergamon. Während seines Griechenlandaufenthalts erforschte er die griechischen Vasen und trug in mehreren Aufsätzen zu ihrer regionalen Differenzierung bei. Ab 1889 arbeitete Boehlau für kurze Zeit als Lehrer am Joachimsthalschen Gymnasium in Berlin. Schon 1891 erhielt er einen Ruf an das Museum Fridericianum in Kassel, wo seit dem Tod von Eduard Pinder (1836–1890) die Stelle des Direktors vakant war. Boehlau wurde zunächst als Direktorialassistent angestellt und 1902 zum Direktor ernannt. Dreimal wurde er für Grabungskampagnen freigestellt: 1894 auf Samos, 1902 in Larisa am Hermos, 1907 auf Lesbos.
In Kassel leitete Boehlau die Bereiche Vor- und Frühgeschichte, Antike, Numismatik und die Abgusssammlung. Gemeinsam mit dem Galeriedirektor Oskar Eisenmann (1842–1933) plante er die Neuordnung des Museums: Er gliederte es nach seinen Beständen in Abteilungen und konzipierte den vom Architekten Theodor Fischer gestalteten Neubau des Hessischen Landesmuseums, der 1913 vollendet wurde. Seit 1910 war Boehlau außerdem als Verwaltungsdirektor für den gesamten Sammlungsbestand zuständig. Zur Förderung der Kunst und Wissenschaft in Kassel gründete er 1903 den Museumsverein, reorganisierte den Kasseler Kunstverein (1908) und beteiligte sich an der Gründung der Kurhessischen Gesellschaft für Kunst und Wissenschaft (1912). Er wurde 1912 zum korrespondierenden Mitglied der Göttinger Akademie der Wissenschaften gewählt. In den letzten Jahren bis zu seiner Pensionierung (1924 bis 1928) befasste sich Boehlau mit Neugliederung und Umbau der naturkundlichen und ethnologischen Sammlungen. 1929 wurde als Frucht seiner Tätigkeit das städtische Naturkundemuseum eröffnet.
Als Pensionär führte Boehlau seine archäologischen Studien und seine Grabungen in Larissa fort (mit Lennart Kjellberg und Karl Schefold). 1931 zog er nach Göttingen, weil die Universitätsbibliothek Göttingen besser ausgestattet war. Ab 1932 machte ihm eine Malaria-Erkrankung zu schaffen, die er sich in Larissa zugezogen hatte. Kurz vor Vollendung seines 80. Lebensjahres starb Boehlau am 24. September 1941 in Göttingen. Sein Nachlass wird im Archäologischen Institut der Universität Göttingen aufbewahrt.

## Veröffentlichungen (Auswahl)
- Aus ionischen und italischen Nekropolen. Ausgrabungen und Untersuchungen zur Geschichte der nachmykenischen griechischen Kunst. Teubner, Leipzig 1898 (Digitalisat).